# Eths Arrodèths
Eths Arrodèths (en francès Arrodets) és un municipi francès situat al departament dels Alts Pirineus i a la regió d'Occitània.

## Demografia
| 1962                                       | 1968 | 1975 | 1982 | 1990 | 1999 | 2007 |
| ------------------------------------------ | ---- | ---- | ---- | ---- | ---- | ---- |
| 38                                         | 46   | 40   | 36   | 29   | 19   | 26   |
| Des de 1962: població sense dobles comptes |      |      |      |      |      |      |

## Administració
| Període   | Identitat         | Partit |
| --------- | ----------------- | ------ |
| 2001-2008 | François Viau     |        |
| 2008-     | Anne Claire Blanc |        |